# Hideki Mutoh
Hideki Mutoh, född den 10 oktober 1982 i Japan är en racerförare.

## Racingkarriär
Mutoh kör i IndyCar Series för Andretti Green Racing. Han slutade 2007 tvåa i Indy Pro Series. Dessutom fick han göra sin debut i IndyCar på Chicagoland Speedway, och satte snabbaste varv i säsongsfinalen. Han nådde en pallplats redan under sin debutsäsong 2008 i IndyCar, genom att bli tvåa bakom Dan Wheldon på Iowa Speedway, men i övrigt lyckades han sällan slåss i toppen. Han blev till slut tia i mästerskapet, vilket gjorde att han inte besegrade någon av sina tre stallkamrater Tony Kanaan, Danica Patrick eller Marco Andretti. Mutoh presterade ungefär likvärdigt under 2009, då han återigen hamnade på pallen i Iowa, genom en tredjeplats.